# Midouze
Die Midouze ist ein Fluss in Frankreich, der im Département Landes, in der Region Nouvelle-Aquitaine verläuft. Sie entsteht durch Vereinigung ihrer beiden Quellflüsse Midou und Douze im Stadtgebiet von Mont-de-Marsan. Die Midouze entwässert generell in südwestlicher Richtung und mündet nach rund 43 Kilometern oberhalb von Pontonx-sur-l’Adour als rechter Nebenfluss in den Adour.

## Orte am Fluss
(Reihenfolge in Fließrichtung)
- Mont-de-Marsan
- Tartas